# NGC 6027C
NGC 6027C är en spiralgalax på ungefär 190 miljoner ljusårs avstånd i stjärnbilden Ormen. Den är medlem i Seyferts sextett.